# Brassó-belvárosi református templom
A Brassó-belvárosi Református Egyházközség temploma a Șaguna sor (Strada Andrei Șaguna) 3. szám alatt áll. A reformátusoknak eredetileg monumentális, eklektikus stílusú 19. századi temploma volt a belvárosban, a Rezső körúton, azonban ezt a kommunista hatalom 1963-ban elpusztította. Az egyházközségnek egy tornatermet jelöltek ki templomként a Bolgárszeg szélén, melyet máig használnak.

## A régi belvárosi templom
A reformáció után a brassói szászok evangélikus, míg a magyarok jellemzően református hitre tértek. A magyar reformátusok egy ideig a Kolostor utcai templomot használták, ám a 17. század második felében a szászok elnémetesítő politikájának köszönhetően legtöbbjük evangélikus hitre tért és beolvadt a szász társadalomba. 1719-ben a református egyházközség megszűnt, ám református hívek továbbra is voltak a városban; a 18. század végén a Kórház utcai kápolnát használták imaházként.
1822-ben az egyházközség hivatalosan újjáalakult, ám saját templomuk egészen a 19. század végéig nem volt; az istentiszteleteket magánházakban, vagy a Redut egyik termében tartották. Molnár János lelkipásztor indítványozására 1891–1892 között felépítették a város első református templomát, a Rezső körút 10. szám alatt (ma Bulevardul Eroilor 27.), a korábbi Ötvös-zwinger helyén. Eklektikus stílusban készült neogótikus elemekkel, tervezője Alpár Ignác volt, a munkálatokat a nagyszebeni Szalay Ferenc építész vezette. 1892. augusztus 24-én szentelte föl Szász Domokos püspök. Téglával és színes terrakotta lapokkal kirakott homlokzata és négy fiatoronnyal ékesített tornya egyedi, reprezentatív épületté tette. A templom mellett a parókia épülete és egy elemi iskola kapott helyet. Istentiszteleteket minden nap tartottak, és ezeken rengeteg ember vett részt; ünnepekkor nem is fért be mindenki az épületbe.

### Lebontása
A templom és a melléképületek nem károsodtak a világháborúk alatt, ám a kommunista uralom megpecsételte sorsukat. A román hatalom igyekezett eltüntetni a magyar emlékeket Brassó központjából (felszámolták többek között a magyar evangélikus és katolikus temetőket), a presbitériumot pedig 1963 februárjában tájékoztatták, hogy a környéken városrendezést fognak végezni a brassói „munkás nép érdekeire” hivatkozva. A kezdeti tervrajzokon a templom még a helyén maradt volna, csak a parókia és az iskola épületét tervezték lebontani, hogy oda építsék az Aro Palace szálló (akkori nevén Hotel Carpați) új szárnyát. Júniusban a templom lebontását is elrendelték, azonban a hatalom ekkor még azzal hitegette a közösséget, hogy a belváros egy másik pontján majd felépíthetnek egy hasonló épületet (később az ígéretek hamisnak bizonyultak). A gyülekezet tervbe vette a Mártonhegyi templom megvásárlását is, amelyet a szász evangélikusok akkor már nem használtak, azonban a szászok nem adták el azt.
A régi templomban 1963. december 8-án tartották az utolsó istentiszteletet, a bontásra pedig néhány nap múlva sor került. A következő vasárnapra a szászok átadták a bolgárszegi evangélikus templomot, december 22-én pedig felszentelték az új templomként kijelölt tornatermet. Az egykori templom helyén épült fel az Aro Palace új szárnya és egy szökőkút. Az épület alapzata még évtizedekig látszott, azonban 1989 után kiásták, eltüntetve utolsó nyomait is.
2013-ban a régi templom helyén emléktáblát avattak.

## A jelenlegi épület
Bár a kommunista vezetés megígérte, hogy engedélyezi egy új templom építését, ez sosem valósult meg. Helyette egy tornatermet jelöltek ki az egyháznak a Gheorghe Dima park mellett, a Katalin utca elején. A lebontott templomból sikerült ideszállítani az orgonát, a szószéket, és a padokat. A tornatermet Kós Károly tervei alapján átépítették és tornyot is emeltek rá. Felszentelése 1963. december 22-én történt.
A brassói reformátusok még két egyházközséget alkotnak: a Reménység háza temploma a Szentpéteri úton (Strada 13 Decembrie), az Újvárosi egyházközség temploma a Bukaresti úton (Calea București) található.

## Képek

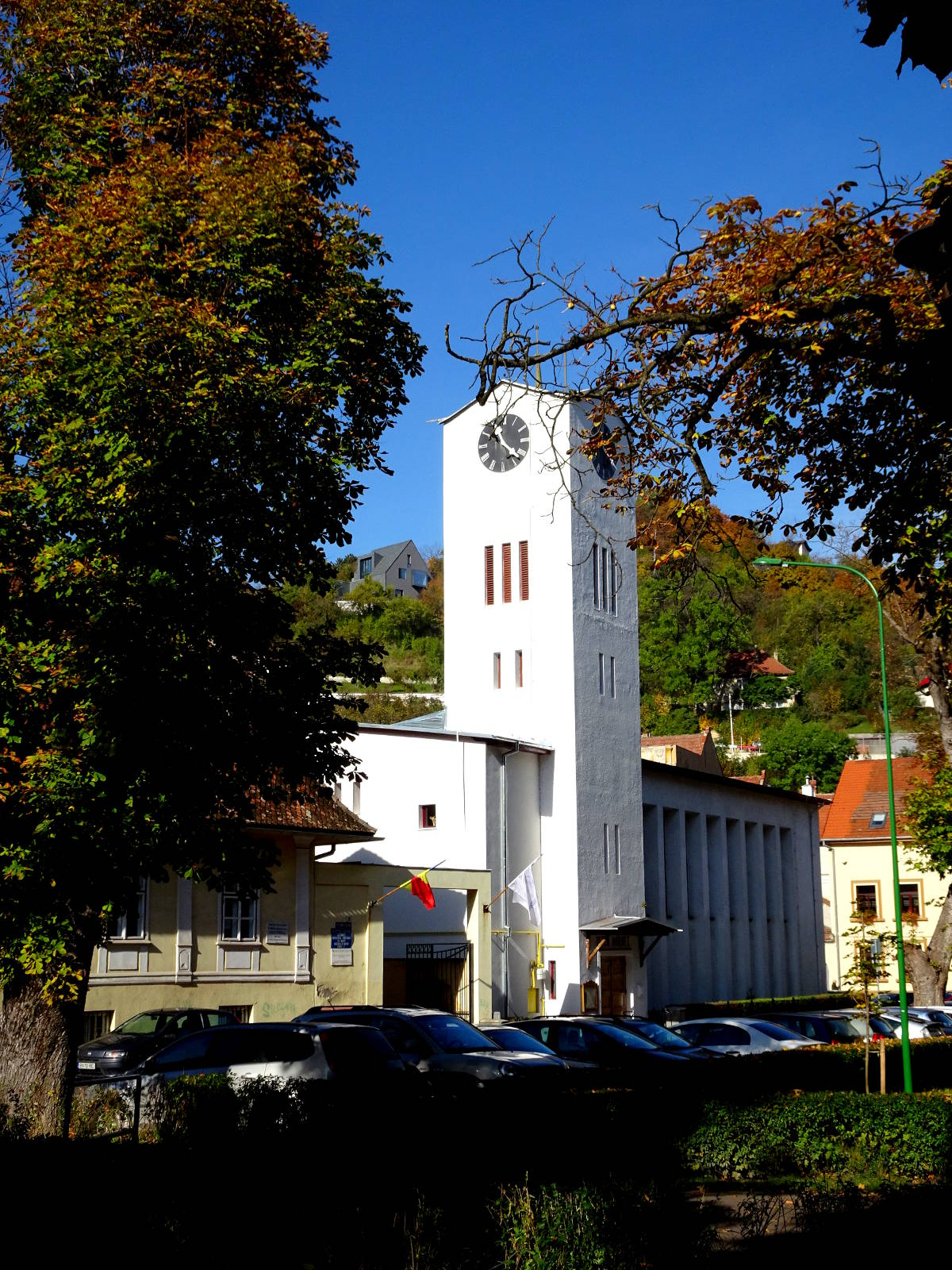
Az 1963-tól használt épület
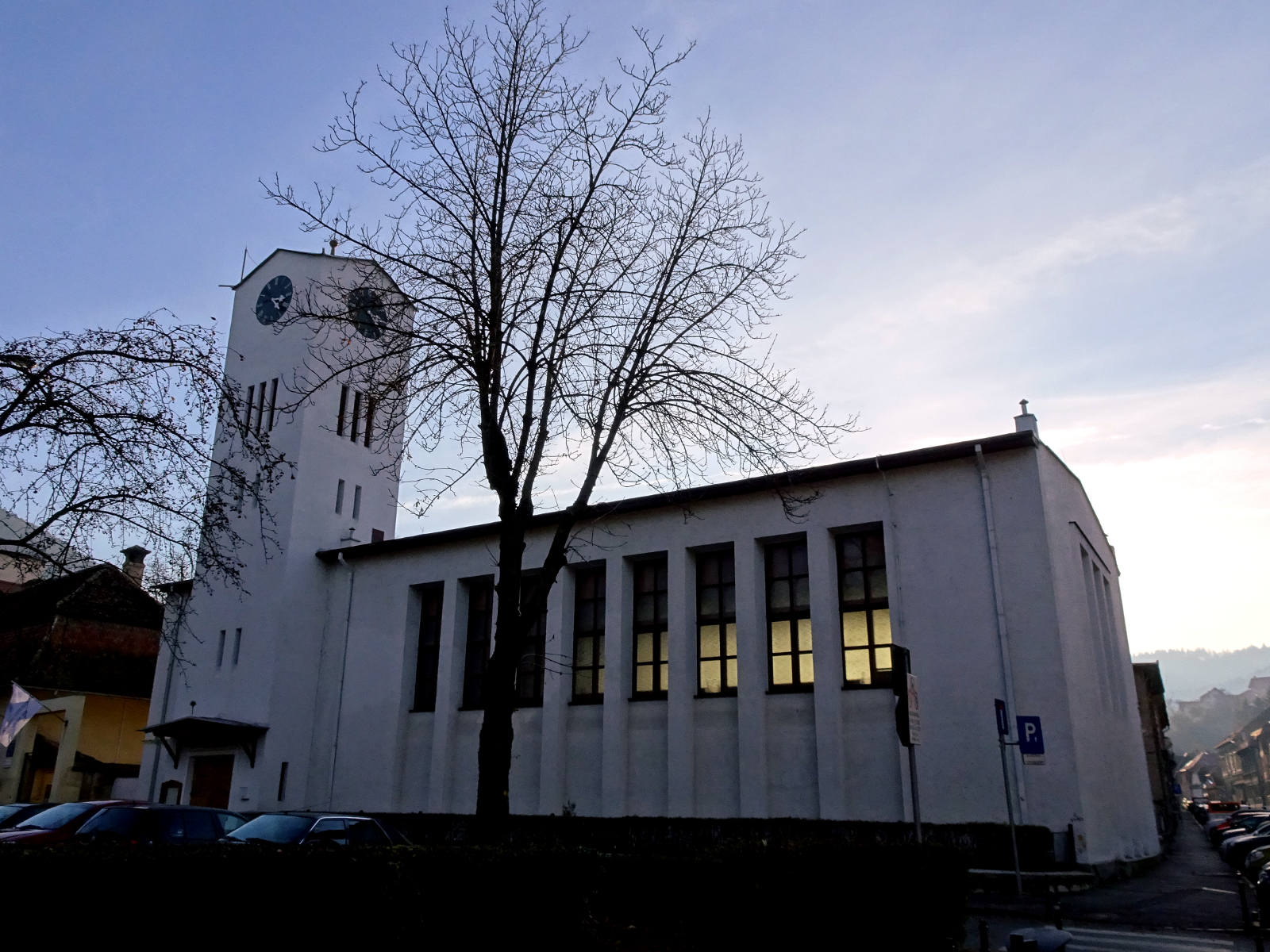
Az 1963-tól használt épület
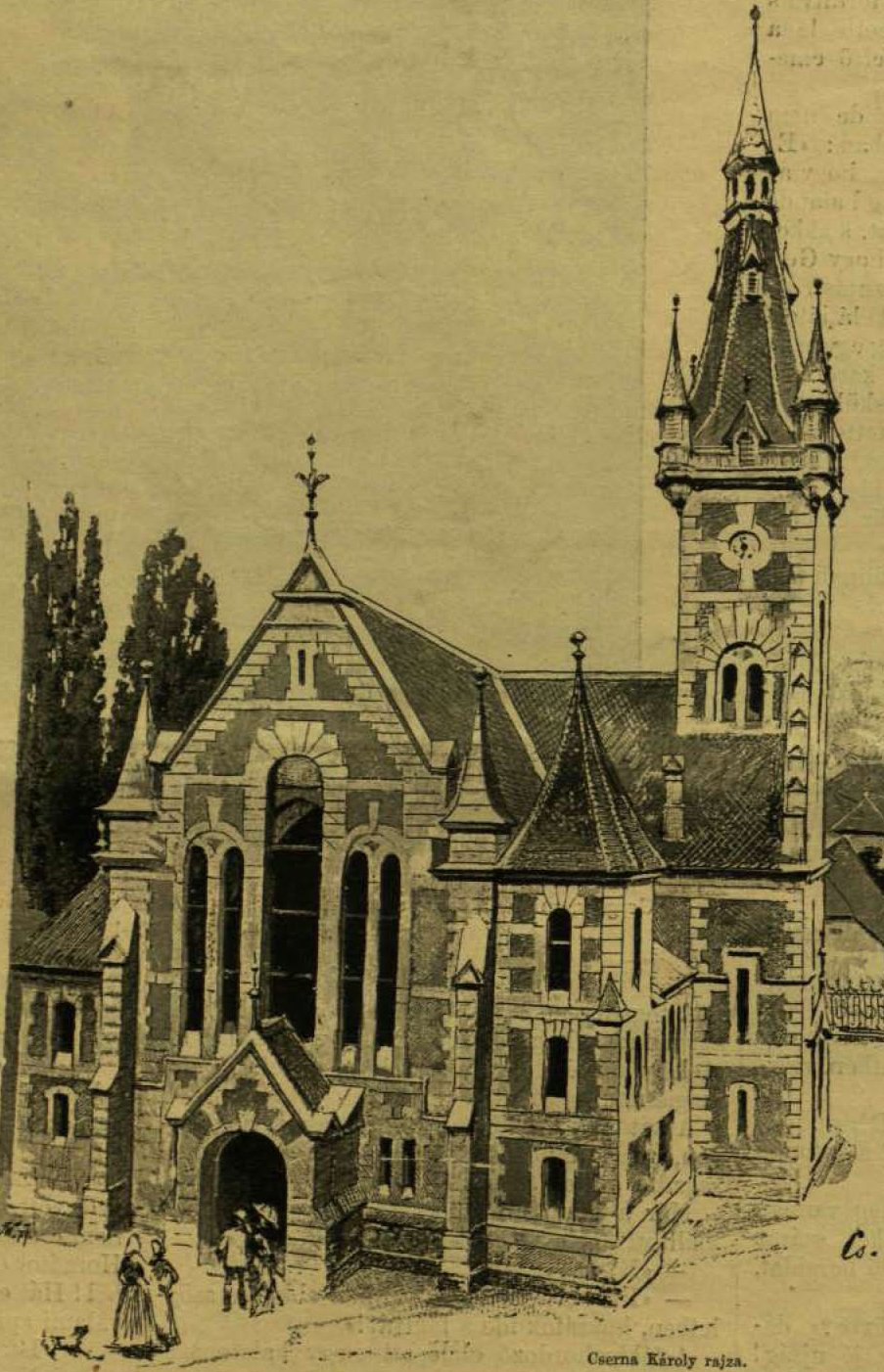
A régi belvárosi templom, 1900 körül
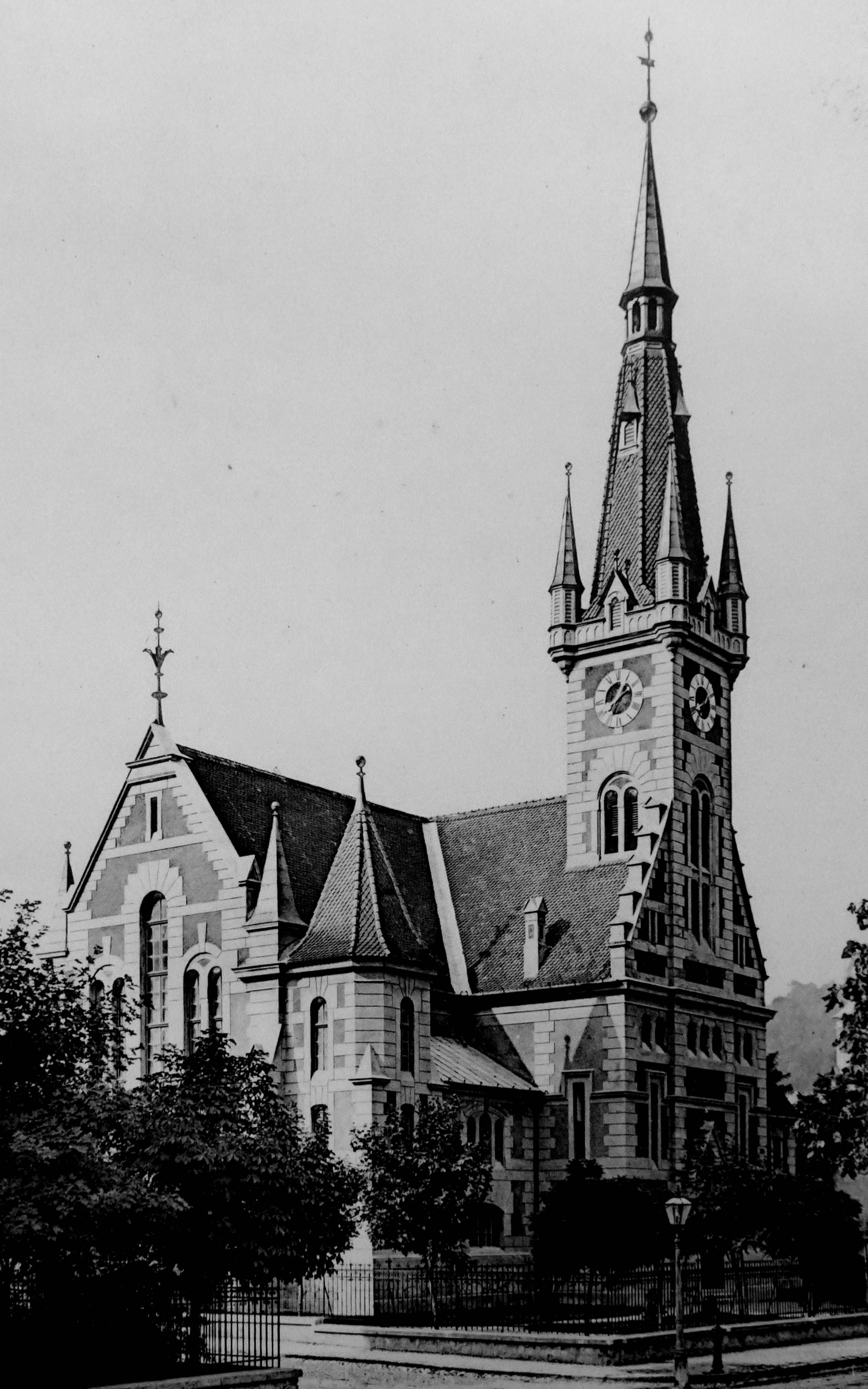
A régi belvárosi templom, 1900 körül
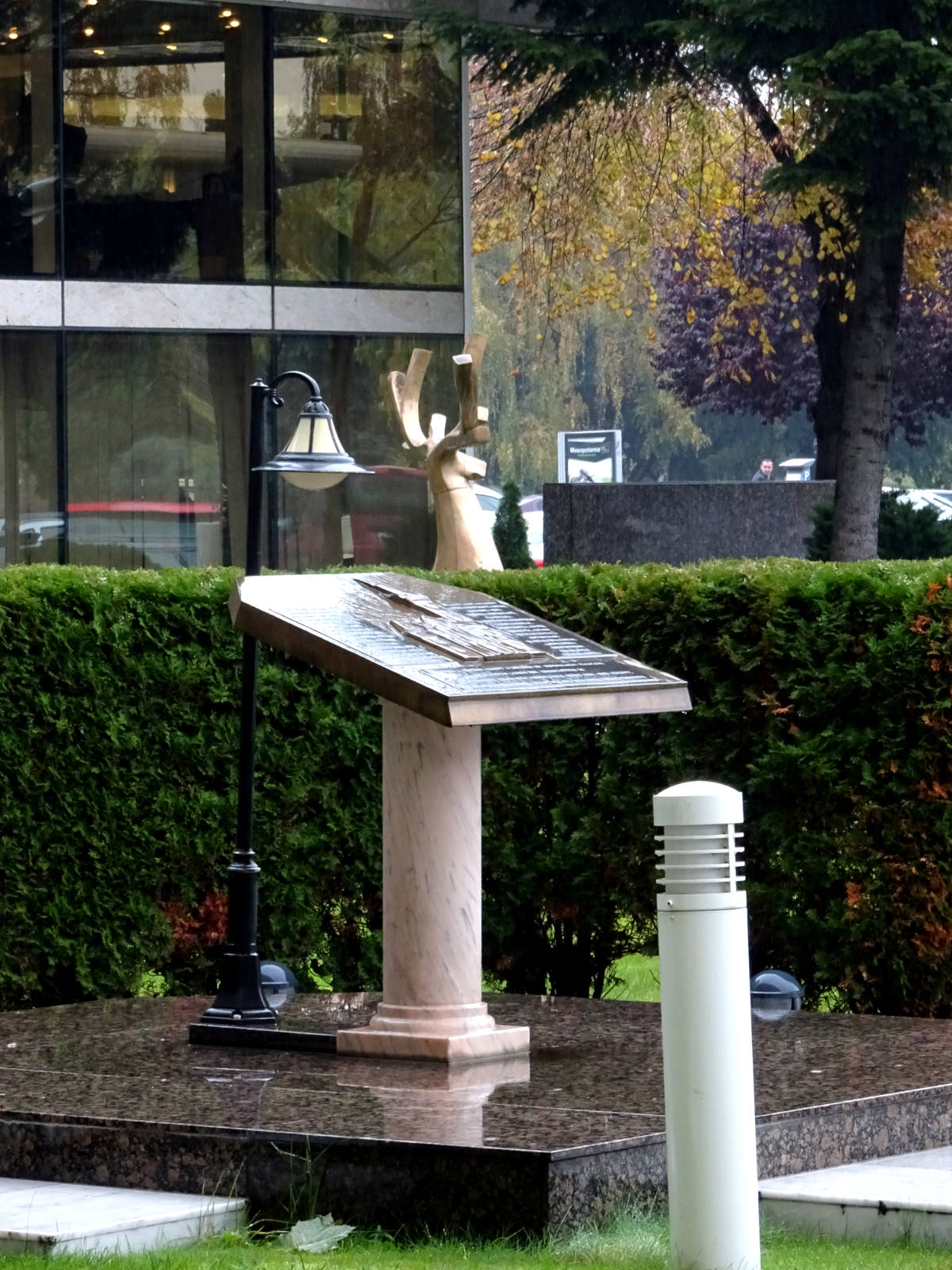
Emléktábla a régi belvárosi templom helyén